# Cristo Redentor (Rio de Janeiro)

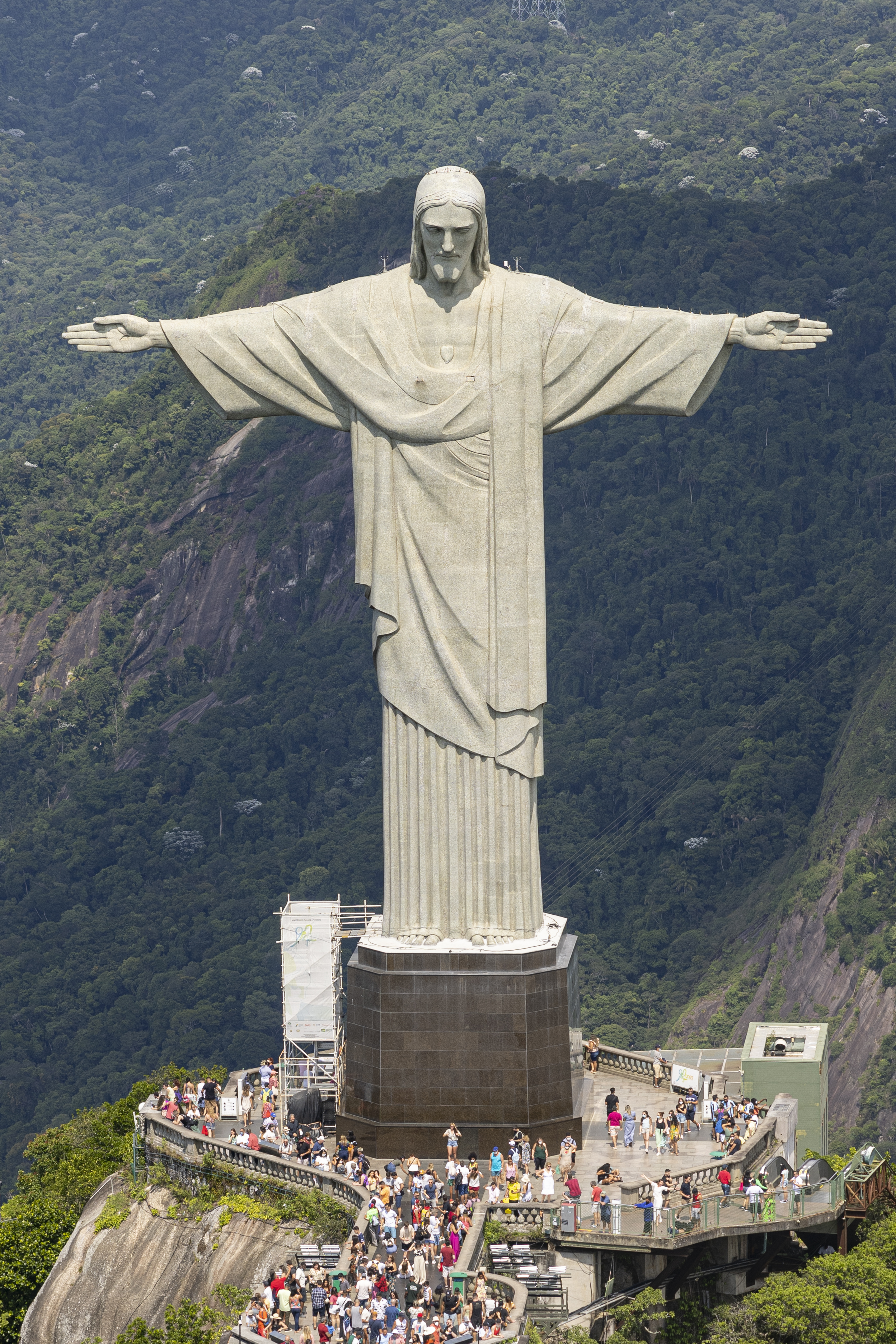
Frontsicht mit Besucherplattform

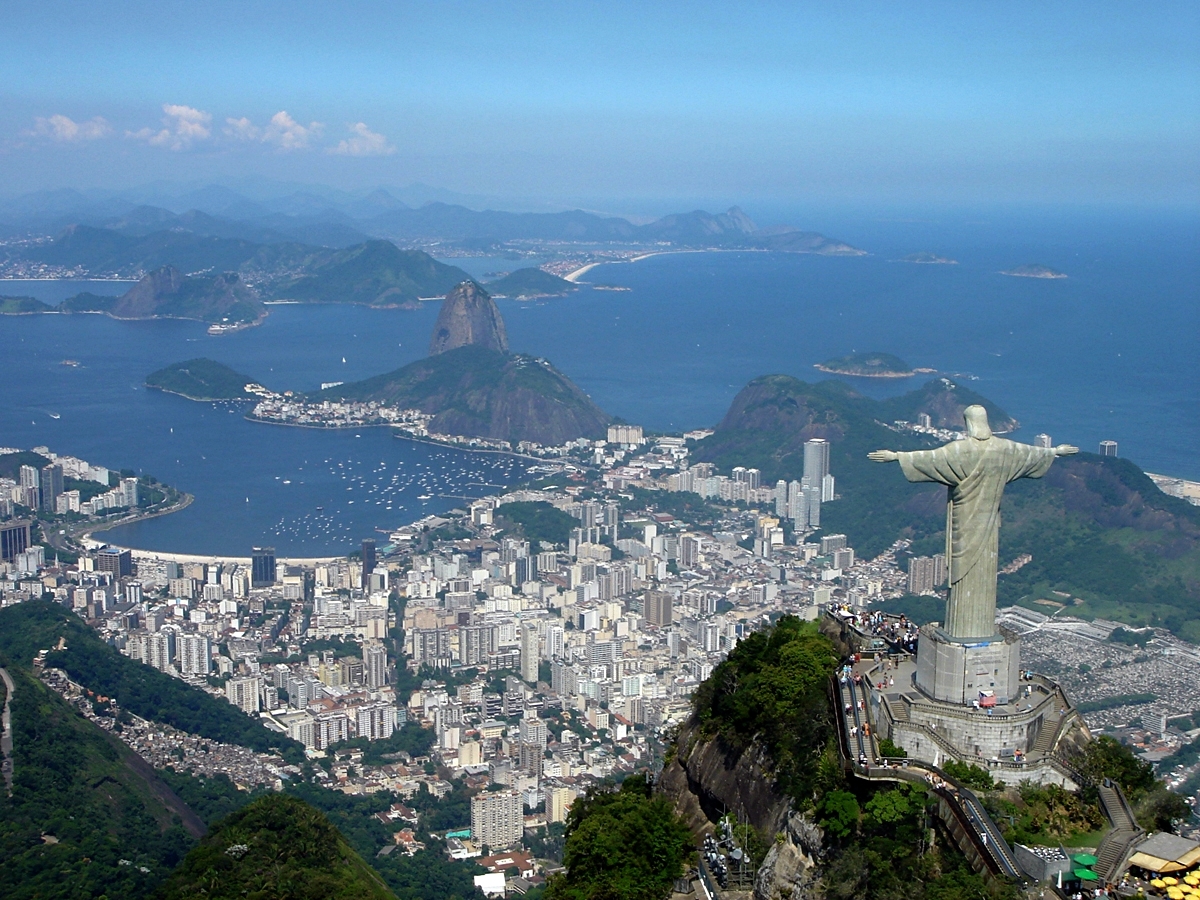
Blick auf die Statue vom Hubschrauber aus

Größenvergleich bekannter Statuen:
Statue der Einheit (Indien),
Zhongyuan-Buddha (Lushan),
Freiheitsstatue (New York),
Mutter-Heimat-Statue (Wolgograd),
Cristo Redentor und ganz rechts
David von Michelangelo (Florenz)

Cristo Redentor („Christus, der Erlöser“) ist eine monumentale Christusstatue im Süden Rio de Janeiros (Brasilien) auf dem Berg Corcovado. Die 30 Meter hohe Statue im Art-déco-Stil stammt aus dem Jahre 1931. Sie wurde Vorbild für zahlreiche weitere große Christusstatuen. Im rund acht Meter hohen Sockel befindet sich eine Kapelle.

## Geschichte
Die Errichtung der Christusstatue war ursprünglich aus Anlass der hundertjährigen Unabhängigkeit Brasiliens geplant (1822 Erklärung der Unabhängigkeit, 1825 von Portugal anerkannt). Die Entwürfe stammen von dem brasilianischen Bauingenieur Heitor da Silva Costa. Sie entstanden in Zusammenarbeit mit dem französischen Ingenieur Albert Caquot. Der Bau der Statue begann 1922; Finanzierungsprobleme verzögerten den Bau aber um fast zehn Jahre, ehe nach der Unterstützung des Erzbistums Rio de Janeiro, des Heiligen Stuhls und Frankreichs schließlich die Einweihung am 12. Oktober 1931 stattfinden konnte. Kopf und Hände wurden nach Gipsmodellen gefertigt, die der polnisch-französische Bildhauer Paul Landowski in seinem Atelier nahe Paris hergestellt hatte. Anlässlich des 75. Jahrestages der Errichtung wurde die Statue im Jahre 2006 zum Wallfahrtsort erklärt.

## Beschreibung
Die Statue ist 30 Meter hoch und steht auf einem acht Meter hohen Sockel, umgeben vom Tijuca-Nationalpark im Südteil der Stadt. Sie blickt auf den Zuckerhut. Sie war von 1931 bis 1981 die höchste Christusstatue der Welt und ist aktuell (2022) die siebenthöchste (zusammen mit dem segnenden Christus von Manado). Im Sockel befindet sich eine Unserer Lieben Frau von Aparecida geweihte Kapelle. Die Spannweite der Arme beträgt 28 Meter, das Gesamtgewicht 1145 Tonnen. Baumaterial ist Stahlbeton, der mit einem Mosaik aus Speckstein überzogen ist. Die Statue besteht in ihrem nur dem Wartungspersonal zugänglichen Inneren aus einem Stahlbetongerüst in Form eines Kreuzes, dessen Querbalken die Tragkonstruktion für die Arme bildet. Eine Treppe mit zahlreichen Absätzen führt bis in den Kopf der Statue; ein waagerechter Inspektionsgang verläuft auf dem Querbalken bis zu den Händen. Auf dem Kopf und den Schultern befinden sich enge Luken, durch die das Wartungspersonal ins Freie und damit auf die Außenseite der Statue gelangen kann.
Cristo Redentor wurde Vorbild für zahlreiche andere Christusstatuen, so etwa für den 28 Meter hohen Cristo Rei von Almada, der 1959 südlich von Lissabon eingeweiht wurde. Am 7. Juli 2007 wurde in Lissabon bekanntgegeben, dass die Statue zu einem der „neuen sieben Weltwunder“ gewählt wurde. Im Dezember 1999 sprang der österreichische Objektspringer Felix Baumgartner vom rechten Arm der Statue aus mit dem Fallschirm ab. Zuvor war er an einem mit einer Armbrust übergeschossenen Seil hinaufgeklettert.

## Beschädigungen
Die Statue wird immer wieder durch Unwetter beschädigt; so verlor sie beispielsweise im Januar 2014 durch Blitzeinschlag einen Teil der Kuppe des rechten Mittelfingers. Nach Inspektion von Spezialisten wurden die Schäden repariert und an der Statue ein neuer Blitzableiter angebracht. Im April 2010 wurde die Statue von unbekannten Tätern mit Graffiti versehen. Es war der erste Vorfall dieser Art in der bis dahin 80-jährigen Geschichte der Statue. Die Graffiti wurden kurz darauf entfernt. Vor dem 90-jährigen Jubiläum wurde die Publikumssperre aufgrund der COVID-19-Pandemie genutzt, um umfangreiche Sanierungsarbeiten durchzuführen.